# El llibre de la felicitat (literatura otomana)
El Llibre de la felicitat és un manuscrit il·luminat realitzat durant l'Imperi Otomà en 1582. Encarregat pel sultà Murad III, que va estar al comandament de l'imperi entre 1574 i 1595, el seu text va ser traduït de l'àrab i totes les seves miniatures semblen haver estat realitzades sota la direcció del cèlebre mestre Ustad ‘Osman, autor de la sèrie inicial d'imatges dedicades als signes del zodíac. ‘Osman, que va estar al capdavant dels pintors del taller del Serrallo des de 1570, va marcar un estil que va influir a altres artistes de la cort de Murad i que destacava per la precisió en els retrats.

## Murad III i la seva època
En la segona meitat del segle XVI els dominis de l'Imperi Otomà s'estenien des de Budapest a Bagdad, i des d'Oman i Tunísia a la Meca i Medina, abastant ciutats tan importants com Damasc, Alexandria o el Caire. Els turcs, a més controlaven la Ruta de la Seda, el Mar Negre i la meitat oriental del Mediterrani. El sultà governava l'imperi des de Constantinoble, on arquitectes, pintors, cal·lígrafs, joiers, ceramistes i poetes treballaven al seu servei. Net de Suleyman el Magnífic, Murad va ser un sultà culte i sibarita, un gran mecenes de l'art i, en gran part responsable de l'important desenvolupament de la pintura turca otomana del segle xvi i inicis del xvii, considerat el període més fecund en la disciplina. El seu regnat també va estar marcat per les contínues guerres amb l'Iran i els estats cristians europeus.
El sultà Murad III estava completament absorbit per la intensa vida política, cultural i sentimental de l'harem. Va tenir 103 fills, dels quals només 47 li van sobreviure. En concret, va encarregar aquest tractat sobre la felicitat especialment per a la seva filla Fàtima. Murad va morir al Palau Topkapı de Constantinoble en 1595.

## L'obra
El Llibre de la felicitat és una de les obres que formaria part de la sèrie d'obres conegudes com a Muraqqa, àlbum en forma de llibre que contenia miniatures i caligrafíes islàmiques que es va popularitzar a finals del segle xvi, i es va convertir en el format predominant de la pintura en miniatura en els imperis perses safàvida, mogol i otomà. Aquesta tipologia documental sovint era objecte de demostració d'adhesió al govern de l'imperi, per l'any nou islàmic, o es podia donar com regal diplomàtic entre dignataris.
Aquesta obra conté detallades descripcions de les característiques personals dels nascuts sota cadascun dels dotze signes del zodíac. Per il·lustrar aquestes descripcions es mostra una sèrie de pintures que representen diferents situacions de l'ésser humà segons la conjunció dels planetes, unes taules de concordança fisiognòmiques, unes altres per a la correcta interpretació dels somnis i un enigmàtic tractat de l'endevinació amb el qual cadascú pot pronosticar la seva sort.
El manuscrit és un immillorable testimoni del món oriental de l'època, poblat de misteriosos personatges amb estranyes fesomies, exòtiques vestidures de vistosos colors, luxosos palaus i mansions, mesquites… També abunden animals exòtics com els paons i les serps marines, a més de nombroses aus el dibuix estilitzat de les quals revela una notable influència de la pintura japonesa. Hi ha a més una secció dedicada als monstres, dimonis i bèsties de l'imaginari medieval turc.
El manuscrit va ser portat des del Caire a París per Gaspard Monge (1746-1818), geòmetra i comte de Péluse, on va ser dipositat a la biblioteca en nombre de Napoleó Bonaparte.
En 2007, l'editor espanyol M. Moleiro Editor va publicar la primera i única reproducció facsímil del Llibre de la felicitat, en una edició limitada a 987 exemplars.
L'edició va venir acompanyada d'un volum d'estudi a càrrec de Miguel Ángel de Bunes Ibarra (CSIC), Evrim Türkçelik (CSIC, Günsel Renda (Professora d'art Otomà, Koç University) i Stefano Carboni (Metropolitan Museum of Art).